# Charles Arbuthnot
Charles Arbuthnot PC (4 de marzo de 1767 - 18 de agosto de 1850) fue un diplomático británico y político Tory (Conservador). Se desempeñó como embajador en el Imperio otomano de 1804 a 1807 y tuvo numerosos cargos políticos. Fue buen amigo del duque de Wellington. Su segunda esposa, Harriet, se desenvolvió como anfitriona en las cenas de sociedad de Wellington y escribió un importante diario describiendo intrigas políticas contemporáneas.

## Antecedentes
Arbuthnot era hijo de John Arbuthnot, de Rockfleet; hermano del obispo Alexander Arbuthnot, de los generales sir Thomas Arbuthnot y sir Robert Arbuthnot. Nació en Rockfleet, Condado de Mayo, Irlanda.

## Carrera política y diplomática
Arbuthnot obtuvo un asiento como miembro del Parlamento por la constitución de East Looe de 1795 a 1796, por la de Eye de 1809 a 1812, por la de Orford de 1812 a 1818, por St. Germans de 1818 a 1827, por St. Ives de 1828 a 1830 y por Ashburton de 1830 a 1831.
Sirvió bajo las órdenes del primer ministro, Henry Addington, como Subsecretario de Estado para Asuntos Exteriores, de noviembre de 1804 a junio de 1803. En el mandato de Spencer Perceval y Robert Jenkinson como Secretario Conjunto del Tesoro de 1809 a 1823 y con este último como Primer Comisionado de Maderas y Bosques de 1823 a 1827. Durante el mandato de Arthur Wellesley, 1.er duque de Wellington, fungió como Primer Comisionado de Maderas y Bosques en 1828 y como Canciller del Ducado de Lancaster de 1828 a 1830.
Arbuthnot también tuvo varios cargos diplomáticos, como Cónsul General en Portugal de 1800 a 1801, como Embajador en Suecia de 1802 a 1804 y como Embajador en el Imperio otomano de 1804 a 1807. En 1804 fue miembro del Consejo Privado del Reino Unido.

## Vida personal

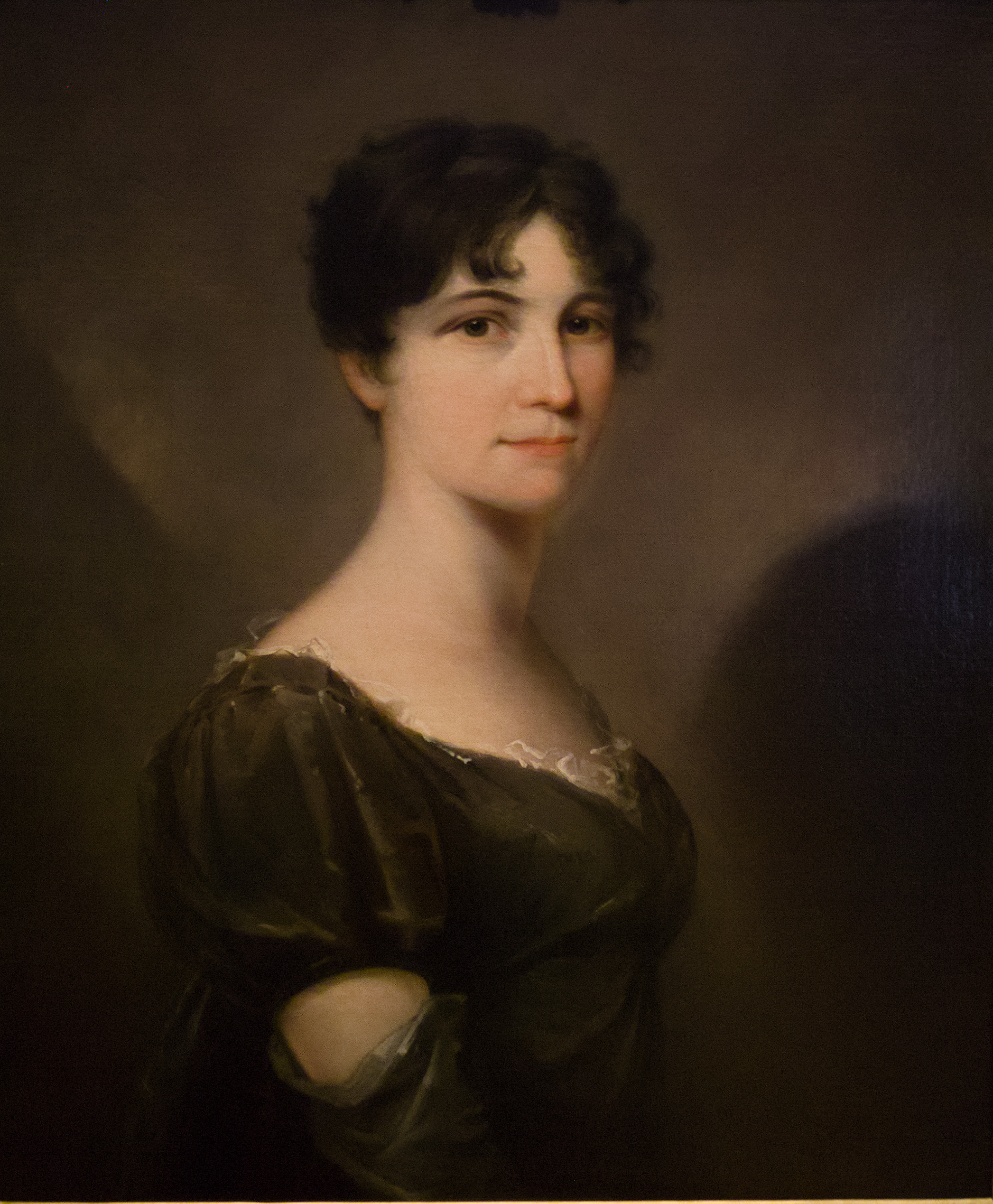
Harriet Fane (1793-1834).

Arbuthnot se casó el 28 de febrero de 1799 con Marcia Marie Ann Clapcott Lisle, en Cholmondeley House, en Piccadilly. Su primera esposa nació el 9 de julio de 1774 y era dama de compañía de Carolina de Brunswick, princesa de Gales, desde 1975. Los cuatro hijos de la pareja incluyen al general Charles George James Arbuthnot y Marcia Arbuthnot, que más tarde se casó con Guillermo Cholmondeley, tercer marqués de Cholmondeley. Marcia murió en Constantinopla el 24 de mayo de 1806.
Después de enviudar, Arbuthnot se casó por segunda ocasión el 31 de enero de 1814 en Fulbeck, Lincolnshire, con Harriet Fane (1793-1834), hija de Henry Fane. Harriet estaba fascinada por la política, durante su matrimonio con Arbuthnot actuó como anfitriona en cenas de sociedad, realizadas por el buen amigo de su marido, el Duque de Wellington. 
Durante los últimos años de su vida, después de la muerte de Harriet, Arbuthnot vivió en Apsley House, la residencia en Londres del duque, como su amigo y confidente. Su historia se cuenta en el libro Wellington and the Arbuthnots de E. A. Smith, donde refuta la sugerencia de que Harriet fuera amante de Wellington. Arbuthnot murió en Apsley House en agosto de 1850, a la edad de 83, un retrato suyo pintado por S. Gambardello, se exhibe en la casa.
El retrato de Harriet fue pintado por John Hoppner y se encuentra en la Fundación Lázaro Galdiano en Madrid. Sus diarios se publicaron como The Journal of Mrs Arbuthnot en 1950.